# Morar
Morar (Schots-Gaelisch: Mòrar) is een kustdorp ongeveer 5 kilometer ten zuiden van Mallaig in de Schotse lieutenancy Inverness in het raadsgebied Highland met 257 inwoners.
Morar wordt bediend door een station op de West Highland Line.

## Foto's

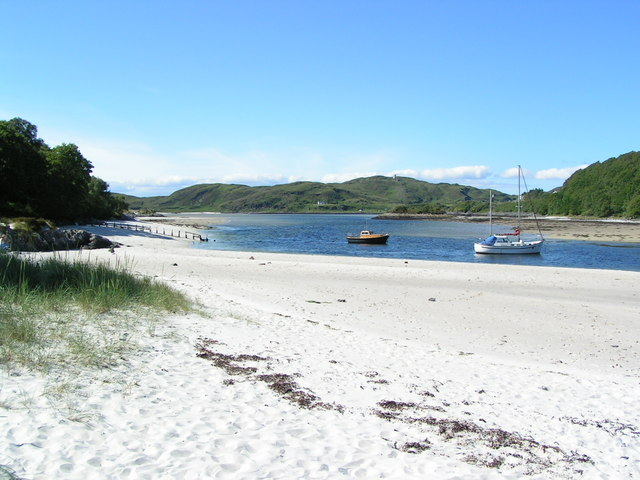
Strand van Morar
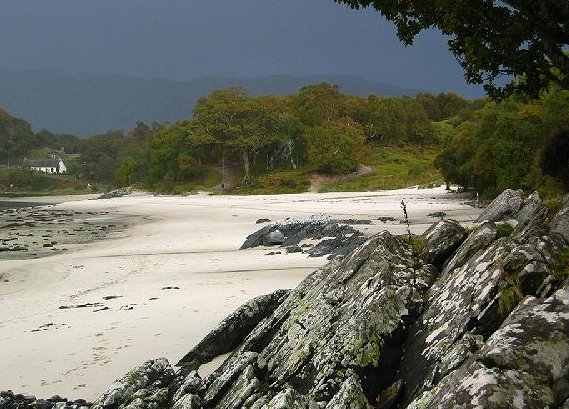
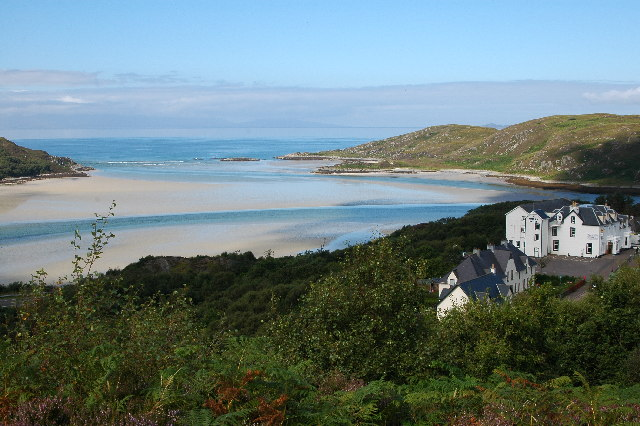